# Accipiter francesiae
El gavilán de Frances o gavilán francés (Accipiter francesiae) es una especie de ave accipitriforme de la familia Accipitridae.
El nombre conmemora a lady Frances Cole (muerta en 1847), esposa del gobernador Lowry Cole de la Colonia del Cabo.

## Subespecies
Se reconocen las siguientes subespecies:
- A. f. francesiae A.Smith, 1834 - Madagascar
- A. f. griveaudi Benson, 1960 - Gran Comora
- A. f. pusillus † (Gurney, 1875) - Anjouan
- A. f. brutus (Schlegel, 1865) - Mayotte